# Deutsches Geschlechterbuch
Das Deutsche Geschlechterbuch, bis 1910 Genealogisches Handbuch bürgerlicher Familien, ist ein genealogisches Handbuch mit den Stammlisten nichtadeliger Familien.

## Konzept
Das Deutsche Geschlechterbuch ist das Pendant zum Genealogischen Handbuch des Adels und unterscheidet sich von diesem nur durch die betrachtete Bevölkerungsgruppe, hier die nichtadeligen (also bürgerlichen und bäuerlichen) Familien.
Das Ziel des Deutschen Geschlechterbuchs ist es, die Familienforschung durch Veröffentlichung der Stammliste und des Familienwappens zu erleichtern. Viele der verschiedenen Bände sind geordnet nach Herkunftsregionen des ehemaligen Deutschen Reichs – z. B. „Westfälisches“ oder „Schlesisches“ Geschlechterbuch –, so dass eine Recherche hierbei über die Abstammung der Vorfahren aus einer bestimmten Region vorgenommen werden kann.
Die Auswahlkriterien wechselten; im ersten Band hieß es: „Die Redaction wird auch in der Folge streng darauf halten, daß nur gebildete Familien, welche den guten Ständen angehörten, Aufnahme finden.“ Zwischen 1908 und 1943 wurden nur Einträge zu Personen „arischer“ Abstammung aufgenommen. Soweit sich unter den Vorfahren Juden befanden, wurden diese durch andere Drucktype oder zwei hinter den Namen gesetzte Kommata markiert.
Das „Hamburgische Geschlechterbuch“ mit seinen siebzehn Bänden (2007) als Teil des Deutschen Geschlechterbuchs ist ein in sich geschlossenes genealogisches Werk, wie es zu keiner anderen Stadt vorliegt. Es soll in erster Linie Familien der Oberschicht der Stadtrepublik (sogenannte Hanseaten) abbilden.

## Publikationsgeschichte
Das Werk erschien seit 1889 zunächst unter dem Titel Genealogisches Handbuch bürgerlicher Familien, ab 1911 unter dem Titel Deutsches Geschlechterbuch. Die Bände erschienen erst im Verlag F. Mahler in Charlottenburg, 1894–1904 im Verlag W. T. Bruer in Berlin und seit 1906 im Verlag C. A. Starke. Letzterer hatte seinen Sitz bis 1945 in Görlitz, dann in Glücksburg (Ostsee) und später in Limburg an der Lahn.
Die Herausgeber stammten zunächst aus dem Umkreis des heraldischen Vereins Herold: Adolf Hildebrandt steuerte die Wappenzeichnungen bei, als Herausgebergremium fungierte laut Titelei bis 1897 ein Redaktions-Komitee des Vereins „Herold“; die Leitung lag bei Gustav Seyler. Von 1898 bis 1943 war Genealoge Bernhard Koerner der alleinige Herausgeber. Er versah die Bände mit in zunehmendem Maße völkisch und antisemitisch geprägten Vorworten, in denen er die Vorstellung einer angeblich ursprünglichen germanischen Rasse vertrat. Seit 1911 markierte er jüdische Personen, die im Deutschen Geschlechterbuch erwähnt wurden. Das kommerziell erfolgreiche Werke gilt als Wegbereiter für die Akzeptanz der nationalsozialistischen Rassenpolitik.
Bis 1943 erschienen 119 Bände, in denen mehr als 4.000 Familien verzeichnet sind.

## Digitalisate
Zahlreiche Einzelbände sind nach Exemplaren in öffentlichen Bibliotheken retrodigitalisiert und frei im Netz verfügbar. Der Verlag hat 2007 die vergriffenen ersten 119 Bände digitalisiert und auf 16 CD-ROMs vertrieben:
| Bände | 1 – 10 | 11 – 18 | 19 – 24 | 25 – 32 | 33 – 40 | 41 – 48 | 49 – 56 | 57 – 64 | 65 – 72 | 73 – 80 | 81 – 87 | 88 – 94 | 95 – 100 | 101 – 106 | 107 – 112 | 113 – 119 |
| ----- | ------ | ------- | ------- | ------- | ------- | ------- | ------- | ------- | ------- | ------- | ------- | ------- | -------- | --------- | --------- | --------- |
| CD    | 1      | 2       | 3       | 4       | 5       | 6       | 7       | 8       | 9       | 10      | 11      | 12      | 13       | 14        | 15        | 16        |

Die nach dem Krieg erschienenen Bände sind auf DVD verfügbar:
| Bände | 120 – 125 | 126 – 131 | 132 – 137 | 138 – 143 | 144 – 149 | 150 – 155 | 155 – 161 | 162 – 167 | 168 – 173 | 174 – 179 | 180 – 185 | 186 – 191 | 192 – 197 | 198 – 203 | 204 – 209 | 210 – 215 | 216 – 221 |
| ----- | --------- | --------- | --------- | --------- | --------- | --------- | --------- | --------- | --------- | --------- | --------- | --------- | --------- | --------- | --------- | --------- | --------- |
| DVD   | 17        | 18        | 19        | 20        | 21        | 22        | 23        | 24        | 25        | 26        | 27        | 28        | 29        | 30        | 31        | 32        | 33        |

## Ausgaben
- Deutsches Geschlechterbuch – CD-ROM. Genealogisches Handbuch bürgerlicher Familien. Gesamtverzeichnis der Bände 1–216. Verlag C. A. Starke, Limburg a. d. Lahn 2003, ISBN 3-7980-0380-7.